# زيت نباتي بروميني

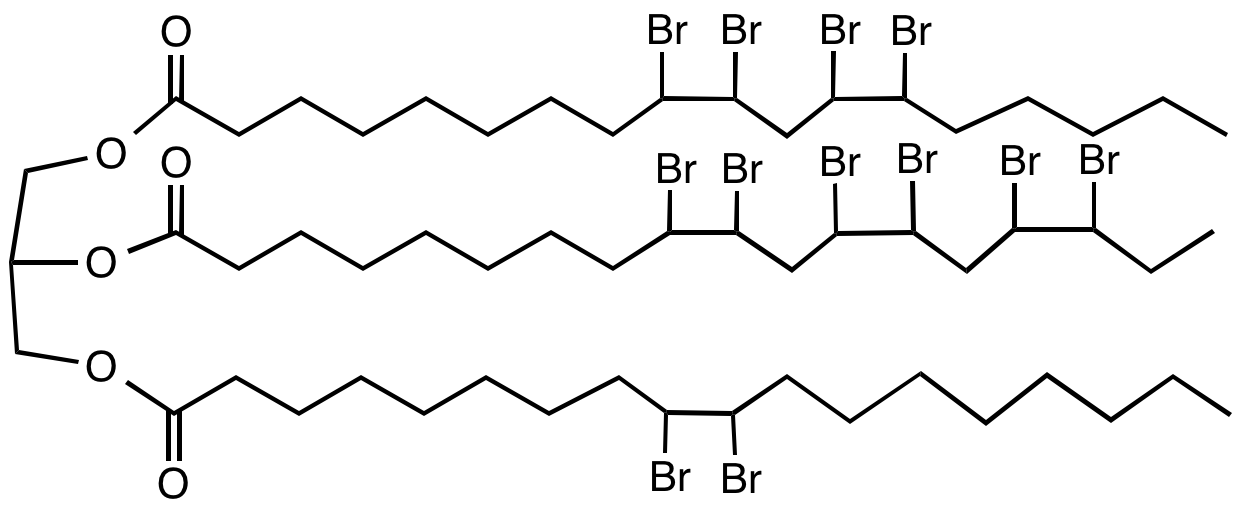

الزيت النباتي البروميني (BVO) هو أحد الزيوت النباتية التي تخلط بالبروم في حالته العنصرية. ويستخدم كمستحلب في المشروبات التي لها طعم الليمون مثل مونتان ديو للمساعدة على بقاء طعم الليمون الطبيعي والصناعي على البقاء في المشروب. ونظرا لأن البروم يخلط مع الزيوت النباتية فإن كثافته تكون مماثلة لكثافة الماء.
وقد وجدت آثار للزيت النباتي البروميني في دهون الجسم، ولا يعرف ما إذا كان هذا له أي تأثير ضار على الصحة. وبالرغم من خوف بعض الناس من أن يكون للبروم آثار ضارة إلا أنه لم تجر الدراسات الكافية لتأكيد ذلك أو نفيه. ولكن توجد حالة واحدة تم الإبلاغ عنها في «جريدة نيو انجلان الطبية» في 8 مايو عام 2003 م، تغير جلد رجل إلى اللون الأحمر عندما كان يشرب 8 لتر من روبي ريد الغازي يوميا، كما أدى أيضا لأضرار بجسمه تم تشخيصها على أنها أعراض برومينية. وقد أدت الكميات الكبيرة التي شربها هذا الرجل من مع حقيقة أن عنده حساسية للبروم إلى ظهور هذه الحالة غير العادية.
كما أن موقع منتجات بيبسي أفاد أن الزيوت النباتية البرومينية تستخدم في المشروبات منذ عام 1931.

## الاحتياطات
تمنع المواصفات الهندية استخدام الزيوت النباتية البرومينية في إنتاج المشروبات.
كما أنه توجد في الولايات المتحدة بعض المحاذير من استخدام الزيوت النباتية البرومينية كإضافات للطعام. كما أن الزيوت النباتية البرومينية أحد أربع مواد حددتها إدراة الأغذية الأمريكية كإضافات مؤقتة، والثلاث الأخرى هي: البوليمرات المتجانسة للأكريلو نيتريل، مانيتو، ساكارين.

## وصلات خارجية
- تقرير منظمة الغذاء والزراعة عام 1970
- تناول الصودا له آثار جانبية, من موقع جامعة مينيسوتا.
- منع استخدام الزيوت النباتية البرومينية في الهند